# Zöllnerhaus (Burgtor)

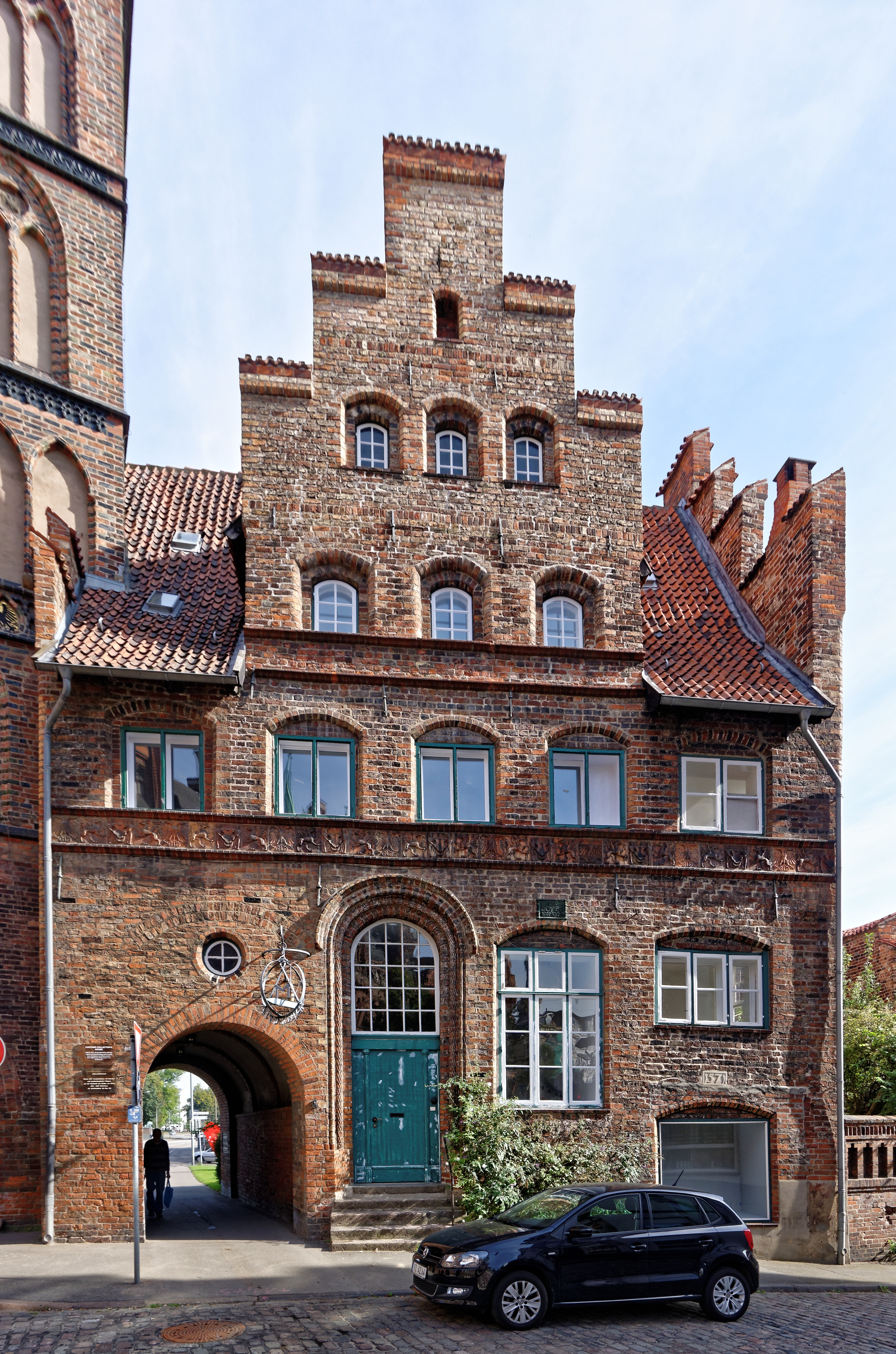
Das Zöllnerhaus, rechts neben dem Turm des Burgtors

Das Zöllnerhaus ist ein Backsteingebäude der Renaissance aus dem Jahr 1571 in Lübeck, das zum Ensemble des Burgtors gehört.

## Gebäude
Das Bauwerk mit der Lagebezeichnung Große Burgstraße 5 schließt sich unmittelbar östlich an den Turmbau des Burgtores an und ist im inneren mit diesem verbunden. Es ist in die sich weiter nach Osten anschließende Lübecker Stadtbefestigung mit den hier erhaltenen Resten der Stadtmauer eingebunden. Der zu dem Grundstück gehörende Garten liegt zwischen einem offenen Halbrundturm der Stadtmauer und einer straßenseitigen Backsteinmauer an der Kaiserstraße verborgen. Das traufständige Haus zeigt zur Großen Burgstraße an der Traufseite einen dreistufigen Zwerchgiebel, auch an der östlichen Giebelseite ist ein Stufengiebel ausgebildet. An der Traufseite befindet sich auch das Renaissanceportal des Hauses mit seinem Rundbogen in Backstein. Die Fassade ist mit einem Terracottafries aus der Werkstatt des Statius von Düren verziert, der den Lübecker Doppeladler und den mecklenburgischen Greifen im Wechsel zeigt. Im Zuge der Aufhebung der Torsperre wurde es als Zöllnerhaus obsolet. Der zunehmende Verkehr durch das Burgtor erforderte im 19. Jahrhundert die Anlage weiterer Durchfahrtstore für das Burgtor, von denen 1875 einer durch das Erdgeschoss des Zöllnerhauses geführt wurde. An der befestigten Nordseite des Hauses befindet sich ein hölzerner Erker, dessen Neo-Renaissance-Formen und Schnitzereien Motive des Marstall-Erkers westlich des Tores in der Großen Burgstraße aufnehmen. Das Äußere des Gebäudes und seine Diele aus dem 18. Jahrhundert stehen unter Denkmalschutz.

## Garten
Der hinter den umgebenden hohen Mauern abgeschlossene Garten wurde vermutlich im Jahr 1935 von dem Gartenarchitekten Harry Maasz neu gestaltet und ist erhalten. Den Mittelpunkt bildet eine erhöhte runde Terrasse, die in den offenen Halbrundturm der alten Stadtmauer gelegt ist. Sie ist aus polygonalem Naturstein gepflastert und über eine leicht geschwungene Treppe zu erreichen.

## Bewohner
Beginnend mit dem 20. Jahrhundert wurde das Zöllnerhaus einer neuen Nutzung zugeführt. Der Senat der Hansestadt Lübeck verlieh der Schriftstellerin Ida Boy-Ed an ihrem 60. Geburtstag, dem 17. April 1912, als Dank für ihre Verdienste um die Stadt ein dauerhaftes Wohnrecht im Zöllnerhaus, in der sie bis zu ihrem Tode 1928 wohnte. Wenn Thomas Mann seine Vaterstadt Lübeck besuchte, residierte er in der Wohnung seiner frühen Förderin Ida Boy-Ed. Danach übernahm der Lübecker Museumsdirektor und Begründer des Behnhauses Carl Georg Heise das Zöllnerhaus zur Nutzung als Wohnhaus. Nach seiner Entlassung 1933 richtete 1934 die Weberin Alen Müller-Hellwig hier ihre Werkstatt ein und betrieb diese bis 1992; ihr Mann unterhielt im Turm des Burgtores seine Geigenbauwerkstatt. Noch heute hängt das Nasenschild von Alen Müller-Hellwig am Gebäude. Die Werkstatt wurde von ihrer letzten Auszubildenden Ruth Löbe (1959–2016) übernommen, die sie bis zu ihrem Tod 2016 fortführte. Seit 2016 lebt Schlagzeuger Sören "Max" Zeidler mit seiner Familie im Zöllnerhaus und betreibt im Turm des Burgtores die Schlagzeugschule "Max Zeidler's Drumburg". Außerdem gibt es regelmäßig Veranstaltungen im "Turmzimmer", dem untersten Stockwerkes des Turmes.

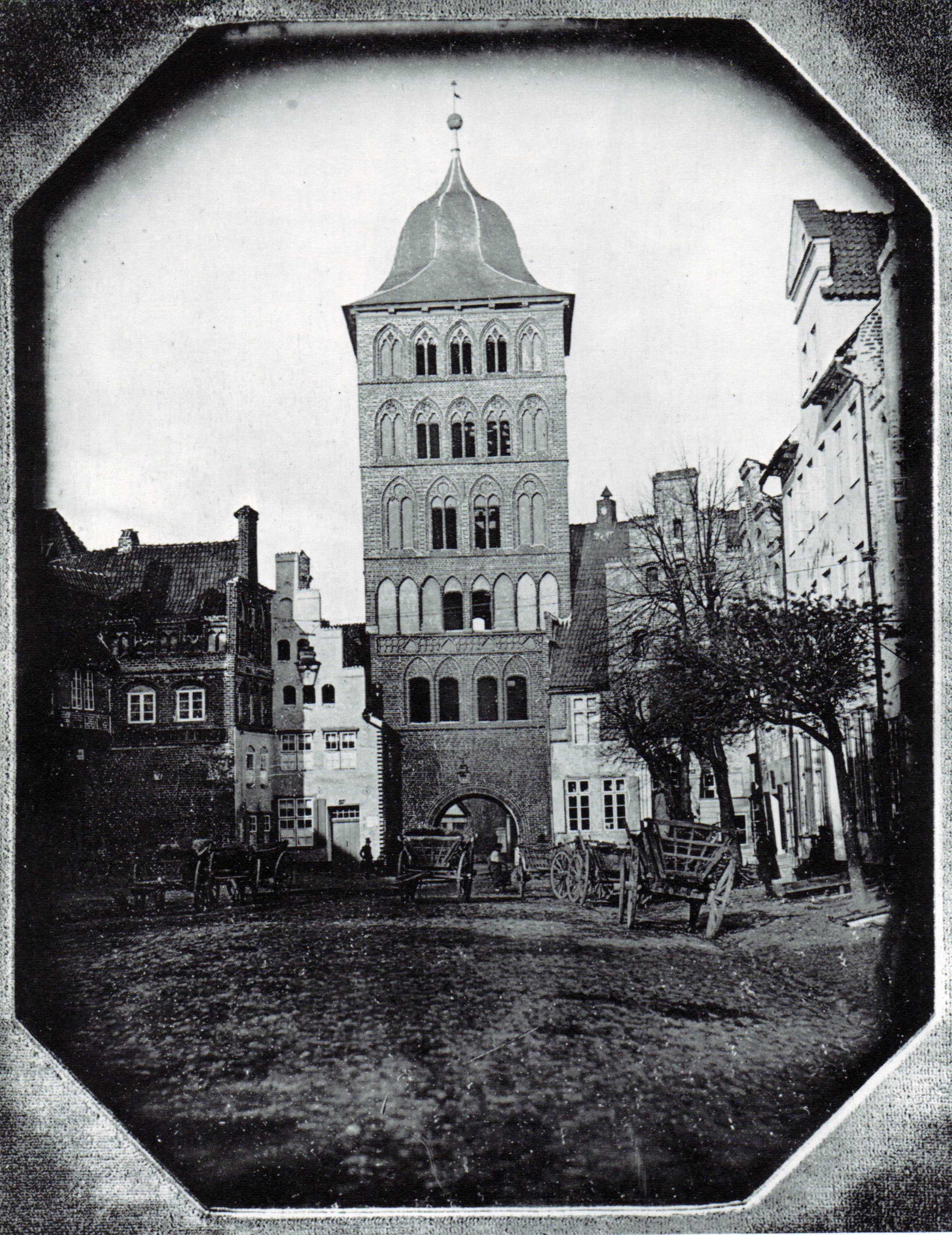
Zöllnerhaus auf einer Aufnahme von Pero (vor 1847), noch ohne den Durchbruch im Erdgeschoss
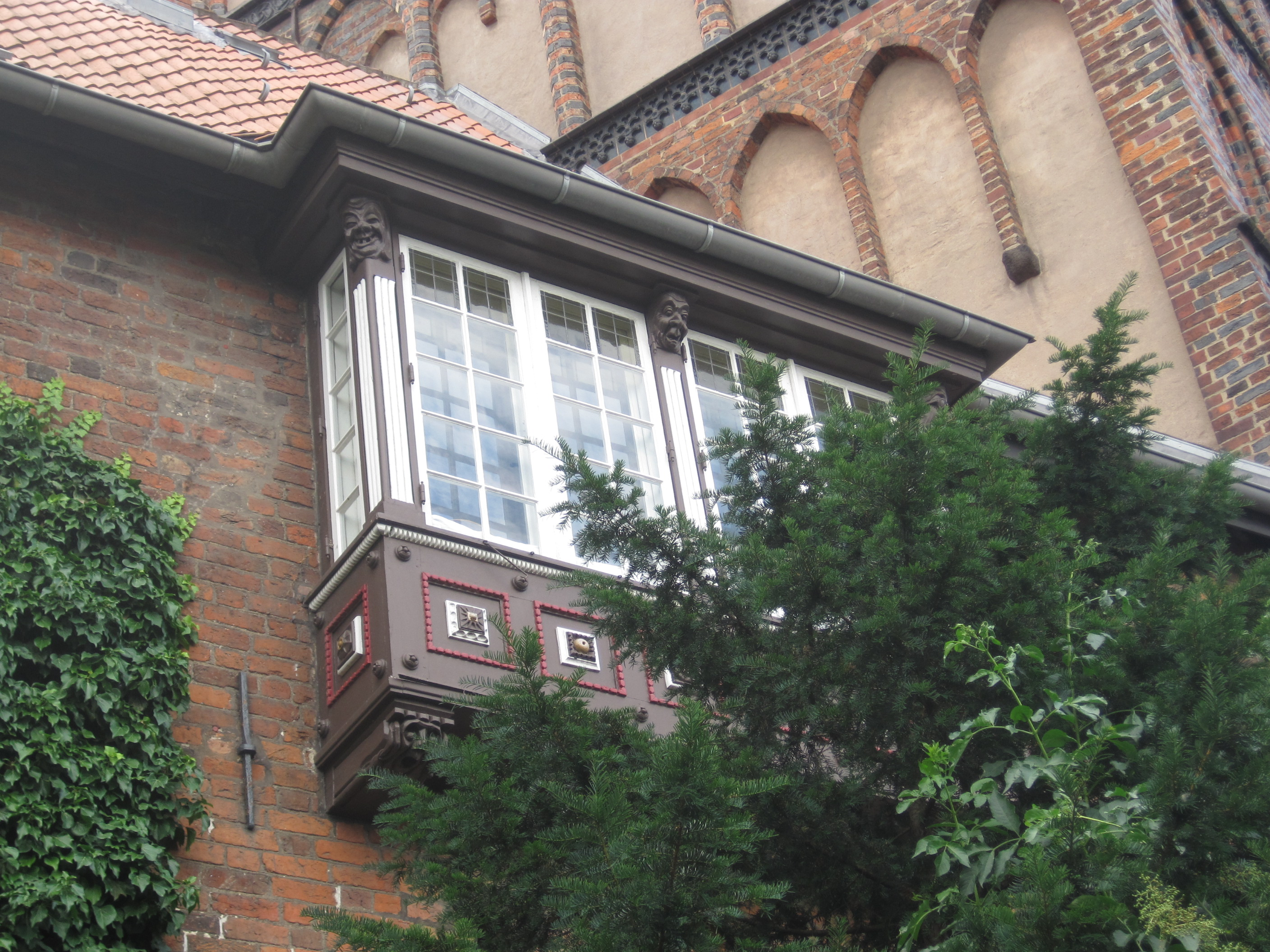
Neo-Renaissanceerker des Zöllnerhauses an der Feldseite der Burgtorbefestigungen
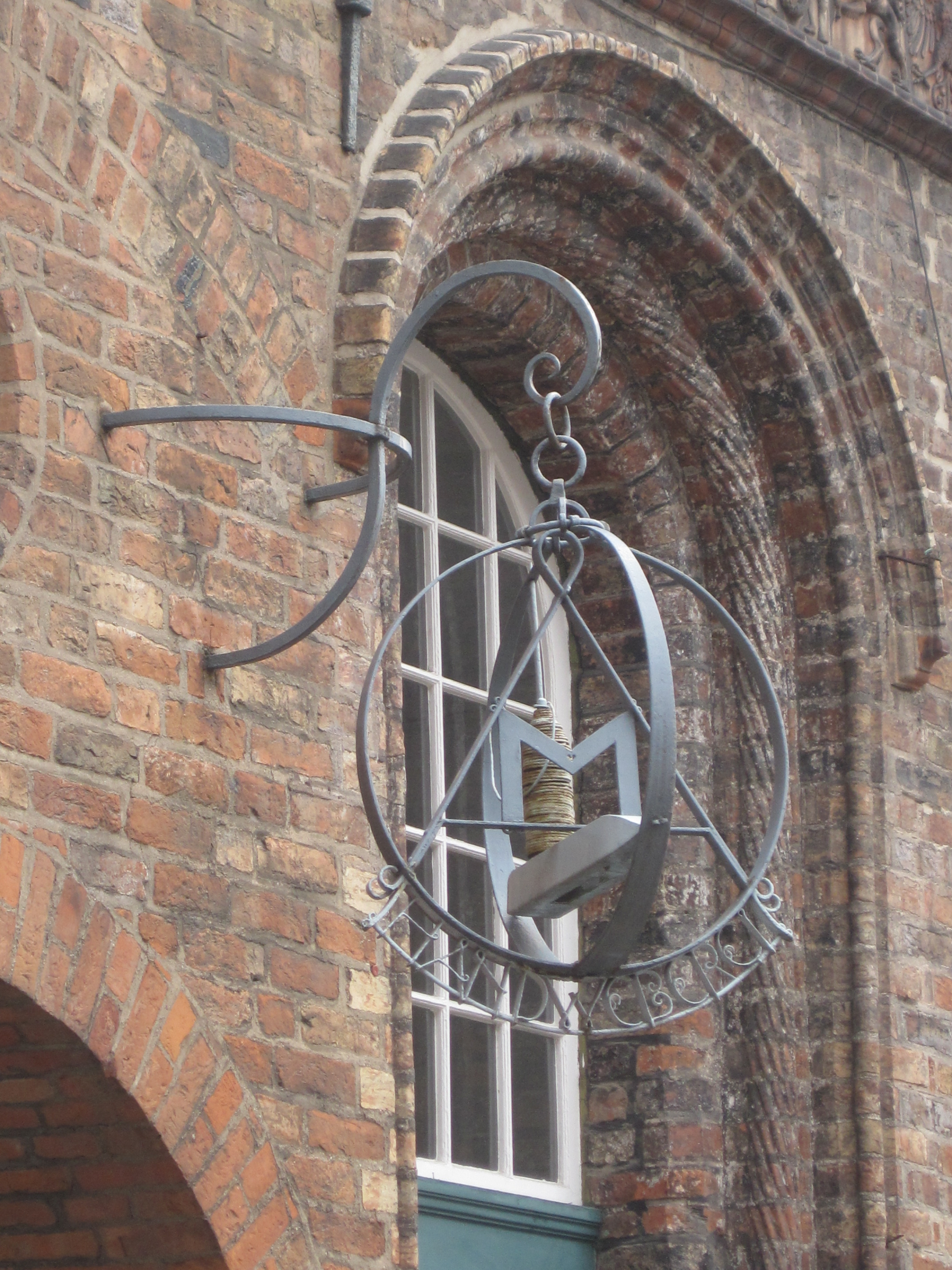
Nasenschild der Weberin Alen Müller, dahinter der Rundbogen des Renaissanceportals
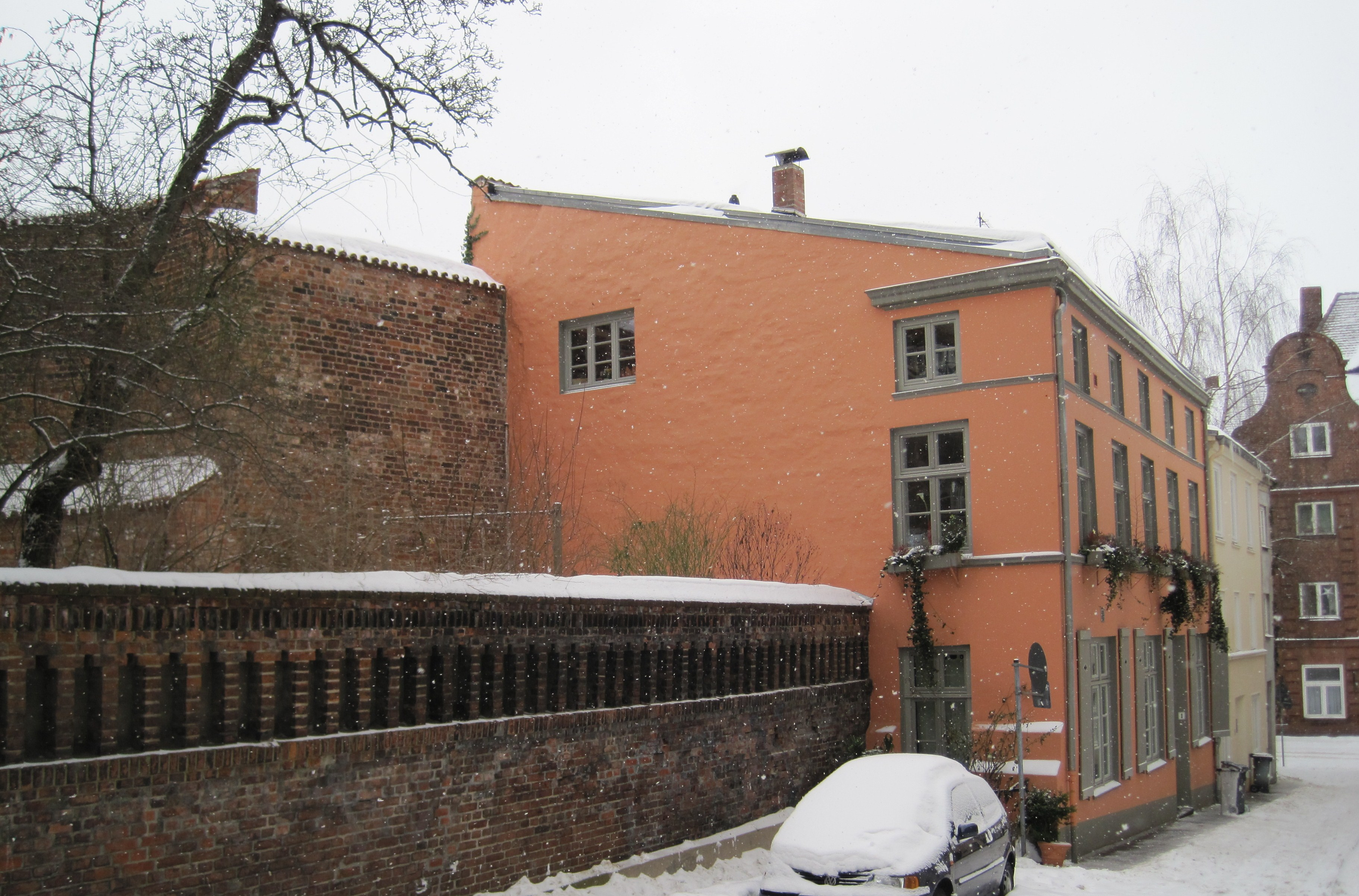
Gartenmauer des Zöllnerhauses an der Kaiserstraße